# 関城町
関城町（せきじょうまち）は、茨城県真壁郡に置かれていた町である。

## 地理
- 山：
- 河川：鬼怒川、小貝川、大谷川
- 湖沼：

### 隣接していた自治体
- 下館市
- 結城市
- 下妻市
- 真壁郡明野町
- 結城郡八千代町

## 歴史

### 沿革
- 1956年（昭和31年）8月1日 - 関本町、河内村、黒子村が合併し、関城町が発足。
- 1970年（昭和45年）4月1日 - 国道294号が制定。
- 1995年（平成7年）3月23日 - 常総バイパスが開通。
- 2005年（平成17年）3月28日 - 下館市、明野町、協和町と合併し、筑西市となる。

### 行政区域変遷
- 変遷の年表

| 関城町町域の変遷（年表） | 関城町町域の変遷（年表） | 関城町町域の変遷（年表） |
| 年                       | 月日                     | 旧関城町町域に関連する行政区域変遷 |
| ------------------------ | ------------------------ | --- |
| 1889年（明治22年）       | 4月1日                   | 町村制施行により、以下の町村が発足。 - 関本町 ← 関本分中町・関本上中町・関本上町・関本中町・関本下町・関本肥土村・船玉村・上野村 - 河内村 ← 花田村・関館村・藤ヶ谷村・板橋村・犬塚村・舟生村 - 黒子村 ← 黒子村・木戸村・梶内村・西保末村・稲荷新田・辻村・井上村・中村新田 |
| 1956年（昭和31年）       | 8月1日                   | 関本町・河内村・黒子村が合併し関城町が発足。 |
| 1978年（昭和53年）       |                          | 関城町の一部（関本上中・関本上・関本肥土・船玉・藤ヶ谷の各一部）は下館市に編入。 |
| 1979年（昭和54年）       |                          | 関城町の一部（舟生の一部）は下館市に編入。 |
| 2005年（平成17年）       | 3月28日                  | 関城町は下館市・明野町・協和町とともに合併し筑西市が発足。関城町は消滅。 |

- 変遷表

| 関城町町域の変遷表 | 関城町町域の変遷表 | 関城町町域の変遷表  | 関城町町域の変遷表 | 関城町町域の変遷表    | 関城町町域の変遷表     | 関城町町域の変遷表 |
| 1868年 以前        | 1868年 以前        | 明治元年 - 明治22年 | 明治22年 4月1日    | 明治22年 - 昭和64年   | 平成元年 - 現在        | 現在               |
| ------------------ | ------------------ | ------------------- | ------------------ | --------------------- | ---------------------- | ------------------ |
|                    | 関本分中町         | 関本分中町          | 関本町             | 昭和31年8月1日 関城町 | 平成17年3月28日 筑西市 | 筑西市             |
|                    | 関本上中町         |                     | 関本町             | 昭和31年8月1日 関城町 | 平成17年3月28日 筑西市 | 筑西市             |
|                    | 関本上町           |                     | 関本町             | 昭和31年8月1日 関城町 | 平成17年3月28日 筑西市 | 筑西市             |
|                    | 関本中町           |                     | 関本町             | 昭和31年8月1日 関城町 | 平成17年3月28日 筑西市 | 筑西市             |
|                    | 関本下町           |                     | 関本町             | 昭和31年8月1日 関城町 | 平成17年3月28日 筑西市 | 筑西市             |
|                    | 関本肥土村         |                     | 関本町             | 昭和31年8月1日 関城町 | 平成17年3月28日 筑西市 | 筑西市             |
|                    | 船玉村             |                     | 関本町             | 昭和31年8月1日 関城町 | 平成17年3月28日 筑西市 | 筑西市             |
|                    | 上野村             |                     | 関本町             | 昭和31年8月1日 関城町 | 平成17年3月28日 筑西市 | 筑西市             |
|                    | 花田村             | 花田村              | 河内村             | 昭和31年8月1日 関城町 | 平成17年3月28日 筑西市 | 筑西市             |
|                    | 関館村             |                     | 河内村             | 昭和31年8月1日 関城町 | 平成17年3月28日 筑西市 | 筑西市             |
|                    | 藤ヶ谷村           |                     | 河内村             | 昭和31年8月1日 関城町 | 平成17年3月28日 筑西市 | 筑西市             |
|                    | 板橋村             | 明治9年 板橋村      | 河内村             | 昭和31年8月1日 関城町 | 平成17年3月28日 筑西市 | 筑西市             |
|                    | 板橋新田           | 明治9年 板橋村      | 河内村             | 昭和31年8月1日 関城町 | 平成17年3月28日 筑西市 | 筑西市             |
|                    | 犬塚村             | 明治9年 犬塚村      | 河内村             | 昭和31年8月1日 関城町 | 平成17年3月28日 筑西市 | 筑西市             |
|                    | 犬塚新田           | 明治9年 犬塚村      | 河内村             | 昭和31年8月1日 関城町 | 平成17年3月28日 筑西市 | 筑西市             |
|                    | 舟生村             |                     | 河内村             | 昭和31年8月1日 関城町 | 平成17年3月28日 筑西市 | 筑西市             |
|                    | 黒子村             | 黒子村              | 黒子村             | 昭和31年8月1日 関城町 | 平成17年3月28日 筑西市 | 筑西市             |
|                    | 木戸村             |                     | 黒子村             | 昭和31年8月1日 関城町 | 平成17年3月28日 筑西市 | 筑西市             |
|                    | 梶内村             |                     | 黒子村             | 昭和31年8月1日 関城町 | 平成17年3月28日 筑西市 | 筑西市             |
|                    | 西保末村           |                     | 黒子村             | 昭和31年8月1日 関城町 | 平成17年3月28日 筑西市 | 筑西市             |
|                    | 稲荷新田           |                     | 黒子村             | 昭和31年8月1日 関城町 | 平成17年3月28日 筑西市 | 筑西市             |
|                    | 辻村               |                     | 黒子村             | 昭和31年8月1日 関城町 | 平成17年3月28日 筑西市 | 筑西市             |
|                    | 井上村             |                     | 黒子村             | 昭和31年8月1日 関城町 | 平成17年3月28日 筑西市 | 筑西市             |
|                    | 中村新田           |                     | 黒子村             | 昭和31年8月1日 関城町 | 平成17年3月28日 筑西市 | 筑西市             |

## 地域

### 教育
- 関城町立関城中学校
- 関城町立関城西小学校
- 関城町立関城東小学校

## 交通

### 鉄道
- 関東鉄道
  - ■常総線
    - 黒子駅

  - 鬼怒川線（1964年廃止、廃止時は常総筑波鉄道鬼怒川線）
    - 常総関本駅（1964年廃止）
    - 三所駅（1957年廃止）

### 道路
- 一般国道
  - 国道294号
  - 国道408号
- 主要地方道
  - 茨城県道15号結城下妻線
  - 茨城県道23号下館三和線
  - 茨城県道54号明野間々田線
- 一般県道
  - 茨城県道303号舟玉川島停車場線
  - 茨城県道357号谷和原下館線

## 名所・旧跡・観光スポット・祭事・催事
- 関城跡

## 出身有名人
- 関の花勉（元大相撲力士）